# Shin Jea-hwan
Dans ce nom coréen, le nom de famille, Shin, précède le nom personnel.
Shin Jea-hwan (en coréen : 신재환), né le 3 mars 1998 à Cheongju (Corée du Sud), est un gymnaste artistique sud-coréen, notamment champion au saut de cheval hommes aux Jeux olympiques d'été de 2020.

## Carrière
En 2020, Shin est diplômé en 2020 de l'Université nationale du sport de Corée et déménage en 2021 pour intégrer le club de Jecheon.
Avant cela, Shin a fait ses débuts internationaux seniors lors de la Coupe du monde de Zhaoqing 2019, où il a remporté l'argent au saut de cheval et a terminé quatrième au sol. Il concourt au saut et au sol dans plusieurs épreuves du circuit de la Coupe du monde 2020 et remporte deux médailles d'or au saut.
Aux Jeux olympiques de 2020 à Tokyo, il s'est qualifié pour la finale du saut de cheval en remportant sa série avec comme co-leader l'Arménien Artur Davtyan avec un total 14,866. Dans la finale, il remporte la médaille d'or après avoir remporté le tie-break contre cette fois-ci le russe Denis Ablyazin.